# Нижній Чай
Нижній Чай, Ніжни Чай (словац. Nižný Čaj) — село в окрузі Кошиці-околиця Кошицького краю Словаччини. Площа села 2,95 км². Станом на 31 грудня 2016 року в селі проживало 269 жителів.

## Історія
Перші згадки про село датуються 1335 роком.

## Населення
| Рік:            | 1994. | 2004.    | 2014.   | 2024.   |
| --------------- | ----- | -------- | ------- | ------- |
| Кількість осіб: | 247   | 272      | 275     | 288     |
| Різниця:        |       | +10,12 % | +1,10 % | +4,72 % |

| Рік:            | 2023. | 2024. |
| --------------- | ----- | ----- |
| Кількість осіб: | 288   | 288   |
| Різниця:        |       | +0 %  |